# Кочмес (Крым)
Кочме́с (укр. Кочмес, крымскотат. Köçmez, Кочьмез) — исчезнувшее село в Симферопольском районе Крыма, располагавшееся на юге района, в верховьях Западного Булганака, на правом берегу. Село лежало на правом склоне долины, в 1 километре восточнее современного села Трудолюбово.

## История
Первое документальное упоминание села встречается в Камеральном Описании Крыма… 1784 года, судя по которому, в последний период Крымского ханства Гочмес входил в Акмечетский кадылык Акмечетского каймаканства. После присоединения Крыма к России (8) 19 апреля 1783 года, (8) 19 февраля 1784 года, именным указом Екатерины II сенату, на территории бывшего Крымского Ханства была образована Таврическая область и деревня была приписана к Симферопольскому уезду. После Павловских реформ, с 1796 по 1802 год, входила в Акмечетский уезд Новороссийской губернии. По новому административному делению, после создания 8 (20) октября 1802 года Таврической губернии, Кочмес был включён в состав Эскиординской волости Симферопольского уезда.
По Ведомости о всех селениях в Симферопольском уезде состоящих с показанием в которой волости сколько числом дворов и душ… от 9 октября 1805 года, в деревне Кочмес числилось 26 дворов и 147 жителей, исключительно крымских татар. На военно-топографической карте генерал-майора Мухина 1817 года Кочмес обозначен с 29 дворами. После реформы волостного деления 1829 года Кочмес, согласно «Ведомости о казённых волостях Таврической губернии 1829 года», передали в состав Яшлавской волости. Видимо, вследствие эмиграции крымских татар в Турцию, деревня опустела и на карте 1836 года в деревне 4 двора, а на карте 1842 года Кочмес обозначен условным знаком «малая деревня», то есть, менее 5 дворов
В «Списке населённых мест Таврической губернии по сведениям 1864 года», составленном по результатам VIII ревизии 1864 года, Кочмес уже не записан, как и на карте 1865 года. Возможно, деревня опустела в связи с эмиграциями татар в Турцию. По Статистическому справочнику Таврической губернии. Ч.II-я. Статистический очерк, выпуск шестой Симферопольский уезд, 1915 год, на приписанном к деревне Коджук-Эль хуторе С. Ф. Тыква «Кочмез» Тав-Бодракской волости Симферопольского уезда числился 1 двор с 13 десятинами земли без населения.